# Lombardei-Rundfahrt 1960
Die Lombardei-Rundfahrt 1960 war die 54. Austragung des italienischen Eintagesrennens Lombardei-Rundfahrt.

## Rennverlauf
149 Radrennfahrer waren am Start. Die Strecke war 226 Kilometer lang. Start und Ziel lagen in Mailand. Zum ersten Mal musste der Muro di Sormano mit einem Steigungsabschnitt von maximal 22 Prozent gefahren werden. Imerio Massignan passierte den Gipfel mit Vorsprung als erster Fahrer. Die Mehrzahl der nachfolgenden Fahrer stieg an der steilsten Passage vom Rad und lief bergauf. 25 Kilometer vor dem Ziel bildeten neun Fahrer eine Spitzengruppe. Jean Forestier verlor nach Radschaden den Anschluss an die Gruppe. Den Sprint auf der Radrennbahn Vigorelli gewann Emile Daems mit wenigen Zentimetern Vorsprung. 106 Fahrer beendeten das Rennen.

## Ergebnis
| Rang | Fahrer           | Team           | Zeit      |
| ---- | ---------------- | -------------- | --------- |
| 1    | Emile Daems      | Philco         | 5:33:46 h |
| 2    | Diego Ronchini   | Bianchi        | 5:33:46 h |
| 3    | Marino Fontana   | San Pellegrino | 5:33:46 h |
| 4    | Michel Stolker   | Radium         | 5:33:46 h |
| 5    | Ezio Pizzoglio   | Carpano        | 5:33:46 h |
| 6    | Romeo Venturelli | San Pellegrino | 5:33:46 h |